# Do It Right (Martin Solveig)
Do It Right è un singolo del disc jockey francese Martin Solveig in collaborazione con la cantante australiana Tkay Maidza, pubblicato il 20 maggio 2016.

## Tracce
Download digitale
1. Do It Right (Radio Edit) – 3:00
2. Do It Right – 3:35
3. Do It Right (Club Mix) – 5:43

## Classifiche

### Classifiche settimanali
| Classifica (2016-17) | Posizione massima |
| -------------------- | ----------------- |
| Austria              | 72                |
| Belgio (Fiandre)     | 31                |
| Belgio (Vallonia)    | 69                |
| Francia              | 58                |
| Germania             | 41                |
| Irlanda              | 81                |
| Regno Unito          | 97                |

### Classifiche di fine anno
| Classifica (2016) | Posizione |
| ----------------- | --------- |
| Belgio (Fiandre)  | 91        |